# A Francesc Cambó
A Francesc Cambó és un monument en homenatge al polític català Francesc Cambó i Batlle, situat entre la Via Laietana i l'inici del carrer de Jonqueres de Barcelona.

## Descripció
El bust de bronze, fent un gest ampul·lós amb el braç, té 2 m d'alçada, sobre una base de granit, amb una alçada total de 4,40 m.

## Història
Obra de l'escultor madrileny Víctor Ochoa, es va inaugurar el 30 d'abril de 1997, coincidint amb el 50è aniversari de la mort del polític.
El monument fou vandalitzat amb pintura de color rosa l'1 de maig de 2021 en protesta pel fet que Cambó fou ministre del Govern espanyol en dues ocasions amb el rei Alfons XIII.